# Turaco-de-fischer
O turaco-de-fischer  (Tauraco fischeri) é uma espécie de ave da família Musophagidae.
Pode ser encontrada nos seguintes países: Quénia, Somália e Tanzânia.
Os seus habitats naturais são: florestas subtropicais ou tropicais húmidas de baixa altitude, regiões subtropicais ou tropicais húmidas de alta altitude e terras aráveis.
Está ameaçada por perda de habitat.